# La Fondiaria Assicurazioni
La Fondiaria Assicurazioni era una società di assicurazioni italiana.

## Storia

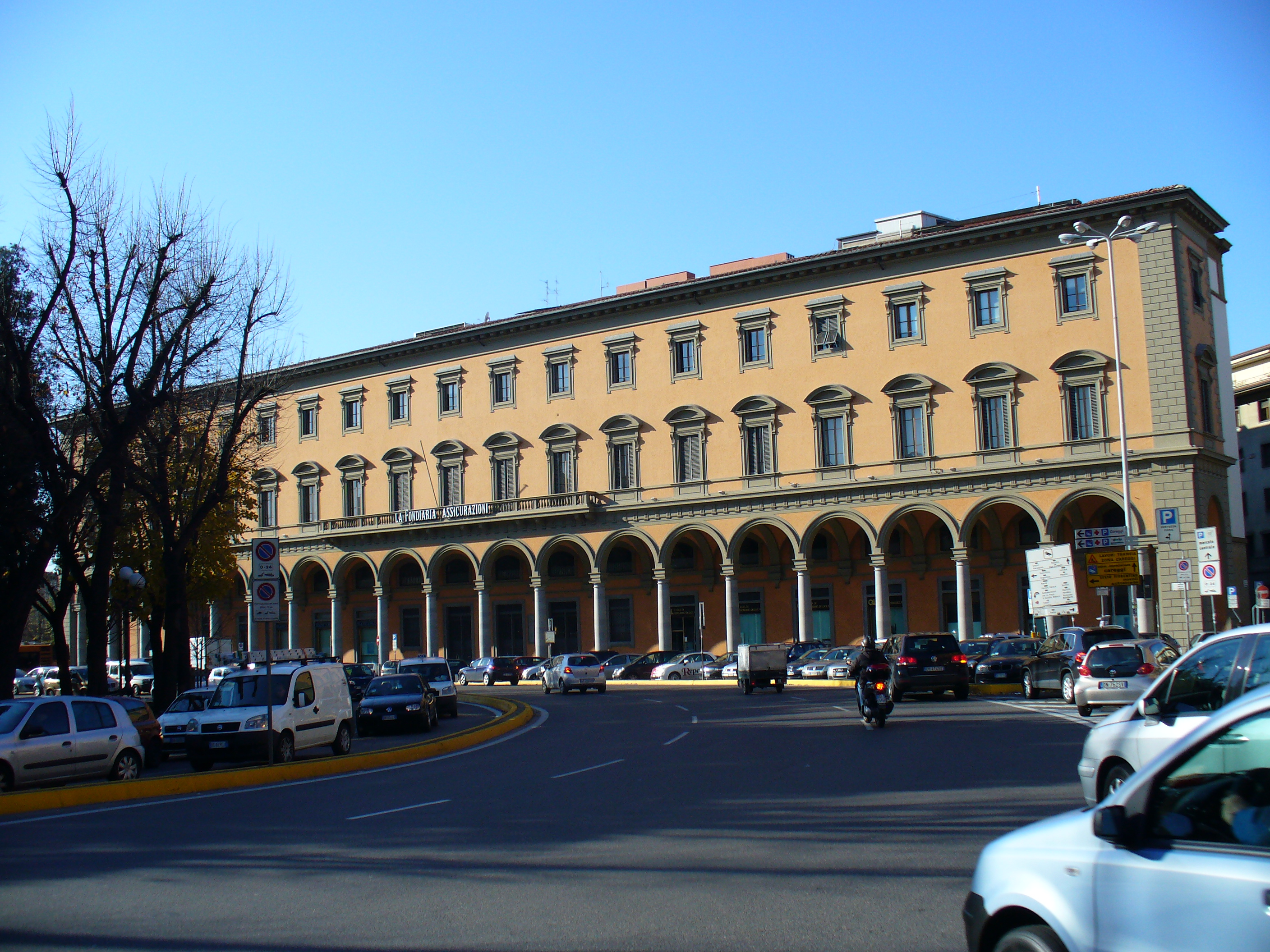
Ex palazzo della Fondiaria in Piazza della Libertà a Firenze

La Fondiaria - Compagnia italiana di assicurazioni a premio fisso contro l'incendio venne costituita a Firenze il 15 gennaio 1879 su iniziativa della compagnia assicuratrice francese La Foncière, diretta da Jean-Marie Georges Girard de Soubeyran, di cui copiava anche il nome, e con l'apporto di capitali di finanzieri ed aristocratici non solo toscani, fra cui Domenico Balduino, Gioacchino Bastogi, Carlo Alfieri di Sostegno, Carlo Fenzi e Giulio Bellinzaghi.
Presidente ne era il principe Tommaso Corsini.
La compagnia si diede un modello organizzativo all'epoca innovativo, ovvero si articolò in diverse società, formalmente autonome benché facenti capo alla stessa proprietà, ognuna specializzata in un ramo assicurativo. Così accanto alla società base, "La Fondiaria incendi", furono costituite "La Fondiaria vita" (nello stesso 1879), "La Fondiaria infortuni" (1909) e fu acquisita "La Reale grandine" di Bologna.
Nel 1894 entrarono nell'azionariato la Banca Commerciale Italiana ed il Credito Italiano, mentre i soci francesi ne uscivano.
Nel 1903 la compagnia venne quotata alla Borsa di Milano.
Nel 1912 il governo Giolitti con la legge 305 procedette alla nazionalizzazione delle assicurazioni sulla vita e, come tutte le imprese attive nel settore, anche La Fondiaria vita fu costretta a cedere il ramo vita all'INA e si trasformò in "La Fondiaria - società finanziaria" per gestire il patrimonio del gruppo.
Durante la prima guerra mondiale la Fondiaria acquisì le attività italiane dell'importante compagnia viennese Danubio e le costituì in società autonoma con il nome di "La Previdente". Nello stesso periodo diventarono rilevanti le partecipazioni delle compagnie elettriche Edison, Adamello ed AEG.
Dopo la Grande Guerra la Fondiaria prese il controllo della Società toscana beni stabili, proprietaria di un notevole patrimonio immobiliare: questo fornì alla compagnia fiorentina la garanzia per rifondare la Fondiaria Vita nel 1924, dopo l'abolizione del monopolio INA.
In seguito alla guerra d'Etiopia la Fondiaria aprì sedi ad Addis Abeba e in altre città dell'Etiopia, ed aumentò la propria presenza anche nelle altre colonie. Nel 1938 le leggi razziali costrinsero molti dirigenti alle dimissioni.
Nel 1959 la partecipazione di Mediobanca raggiunge il 20%; alla fine degli anni sessanta anche la Montedison avrà una quota simile nella compagnia. 
Nel 1972 la Fondiaria incendio incorporò la Fondiaria infortuni e la Reale grandine; nel 1980 assorbì anche la Fondiaria Vita e cambiò nome in La Fondiaria - Compagnia di assicurazioni e riassicurazioni.
Nei primi anni ottanta la Fondiaria apparteneva al gruppo di Anna Bonomi Bolchini e in questa fase, nel 1984, la Fondiaria acquisì la Milano Assicurazioni e conseguentemente la controllata Italia Assicurazioni.
Nel 1985 la Montedison di Mario Schimberni scalò la Bi-Invest dei Bonomi e così si trovò a controllare il 25% della Fondiaria.
L'anno successivo ci fu un tentativo di resistenza degli altri azionisti, appartenenti alle famiglie storiche fiorentine, che fu sconfitto da una nuova scalata di Schimberni.
Nel 1989 la Montedison, ormai guidata da Raul Gardini, cedette il 50,9% delle azioni della Fondiaria alla GAIC di Camillo De Benedetti, cugino di Carlo.
Nel 1991 la Fondiaria assunse il controllo della Compagnia Latina di Assicurazioni e della sua controllata Ausonia Assicurazioni e le incorporò nella Previdente (quotata in borsa a seguito del grande sviluppo sotto la guida di Roberto Pontremoli). Nel 1997 la Previdente fu a sua volta incorporata nella Milano Assicurazioni. Intanto la Fondiaria nel 1995 aveva incorporato La Fenice Riassicurazioni e preso il nome di La Fondiaria Assicurazioni.
Nel 2003 la SAI di Salvatore Ligresti acquisì la Fondiaria e dalla fusione delle due compagnie nacque la Fondiaria-SAI. Nel 2013 quest'ultima compagnia è stata assorbita dalla Unipol, che è stata ribattezzata UnipolSai.